# Verbindungskanal zur Leine
Der Verbindungskanal zur Leine (VKL), früher auch Leineverbindungskanal oder Leineabstiegskanal, verbindet den Mittellandkanal mit der Leine. Er ist eine Bundeswasserstraße, für die das Wasserstraßen- und Schifffahrtsamt Mittellandkanal / Elbe-Seitenkanal zuständig ist. Im Gegensatz zu den anderen Verbindungskanälen des Mittellandkanals (MLK) zweigt er nicht direkt vom Mittellandkanal ab, sondern vom Stichkanal Hannover-Linden. Innerhalb des Kanals liegt die Leineabstiegsschleuse; sie ermöglicht den Abstieg vom Niveau des MLK auf das Niveau der gestauten Leine. Der Kanal wird heute nur noch von Sportbooten genutzt, früher diente er als Anschluss der längst verschwundenen Fabriken auf Höhe des heutigen Ihme-Zentrums.
Außerdem benutzen ihn einige Wassersportler, beispielsweise ist direkt neben der Leineabstiegsschleuse der Kanu-Club Limmer ansässig. Er benutzt den nahezu völlig schiffsverkehrsfreien Kanal auch als Spielfeld für seine Kanupolo-Mannschaften.  Zudem wird der Kanal im Sommer gern von zahlreichen Badegästen benutzt. Das Baden im Kanal ist laut Auskunft der Behörden zwar nicht erlaubt, aber auch nicht explizit verboten und wird seit Jahrzehnten geduldet. Gegenüber dem Kanuclub befindet sich ein kleiner Hafen für Motoryachten. Diese befahren den Kanal jedoch fast ausschließlich Richtung Mittellandkanal. Schiffsverkehr zwischen Leine und Kanal findet so gut wie nicht mehr statt.

## Verlauf

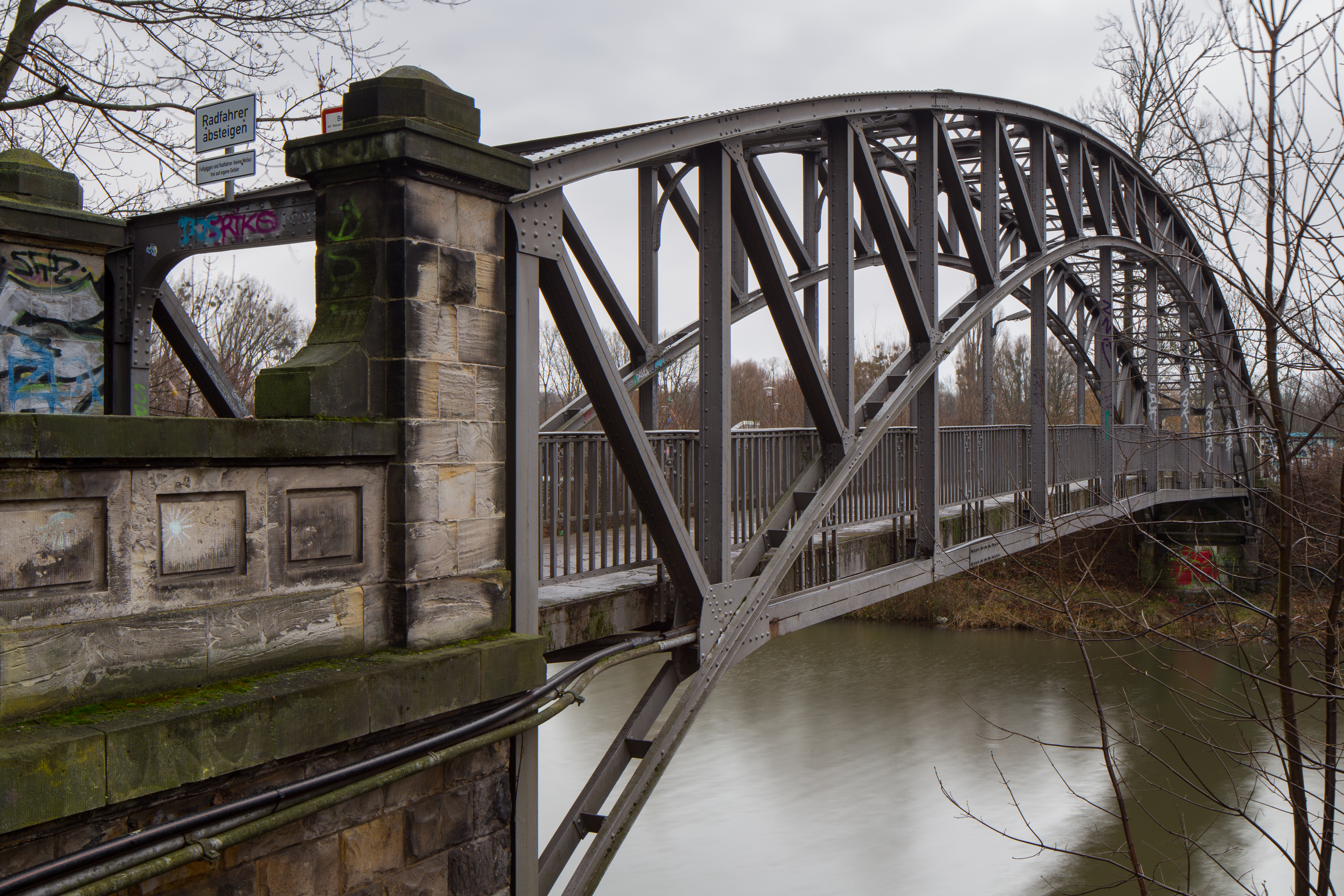
Genietete Fußgängerbrücke aus dem Jahr 1915

Der Verbindungskanal zur Leine zweigt bei km 8,46 vom Stichkanal Hannover-Linden ab. Vom Abzweig zwischen den Stadtteilen Ahlem und Leinhausen verläuft er nach Südosten, Richtung Limmer. Nach einer Streckenlänge von circa 1,6 Kilometer  mündet der Verbindungskanal in das Oberwasser des Leinewehrs in Limmer bei Leine-km 22,29 ein. Kurz vor der Einmündung überspannt den Kanal eine filigran anmutende Fußgängerbrücke aus dem Jahr 1915. Die genietete Stahlträger-Konstruktion mit Brückenköpfen aus Sandstein ist Teil des Schleusenwegs, der Limmer mit Herrenhausen verbindet. Am nördlichen Ende der Querung befinden sich die historische Ernst-August-Schleuse und die Wasserkunst Herrenhausen. Die Leine ist ab dort bis zur Mündung der Ihme schiffbar, die wiederum bis zum Schnellen Graben befahren werden kann.

## Schleuse
- Leineabstiegsschleuse[4]
  - Schleuse ohne Sparbecken
  - Lage: km 0,6
  - Erbaut: 1913–1914, 2007 grunderneuert
  - Nutzlänge/Breite: 73 Meter/10,0 Meter
  - Fallhöhe: 1,90 Meter
  - Bedienung: Bedienpersonal vor Ort nach Voranmeldung beim WSA

Schleusungsvorgänge sind heutzutage extrem selten, da so gut wie keine Nachfrage mehr besteht.